# 平町 (目黑區)
平町（日语：／ Tairamachi */?）是東京都目黑區的地名。現行行政地名為平町一丁目與平町二丁目。2013年7月1日為止的人口有6,245人。郵遞區號為152-0032。

## 地理
位於目黑區南部。西鄰中根，東接碑文谷，北連柿之木坂，南通大岡山。

## 歷史
現在的平町、大岡山一帶在江戶時代屬荏原郡衾村字平根。字平根在明治時代後分割，其中的字平前、字平南原、字平北原、字平稻荷丸在昭和7年（1932年）合併為目黑區平町。昭和40年（1965年）實施住居表示至今。

## 交通

### 鐵路
町域北邊的中根有東急東衡線都立大學站。另可利用南側的東急大井町線綠丘站、東橫線自由之丘站。

### 巴士
東急巴士
- [森91] 新代田站～大森站
- [黑01] 目黑站～大岡山小學校前

巴士站有平町、大岡山小學校前。

### 道路
町域北部有目黑通，東北部有環七通。

## 設施
- 目黑區立大岡山小學校
- 平町Recycle Plaza
- 瑞穗銀行都立大學站前支店
- 櫻森稻荷神社
- 呑川綠道
- 鐵飛坂
- 大岡山西住區中心